# Вагоноремонтный завод

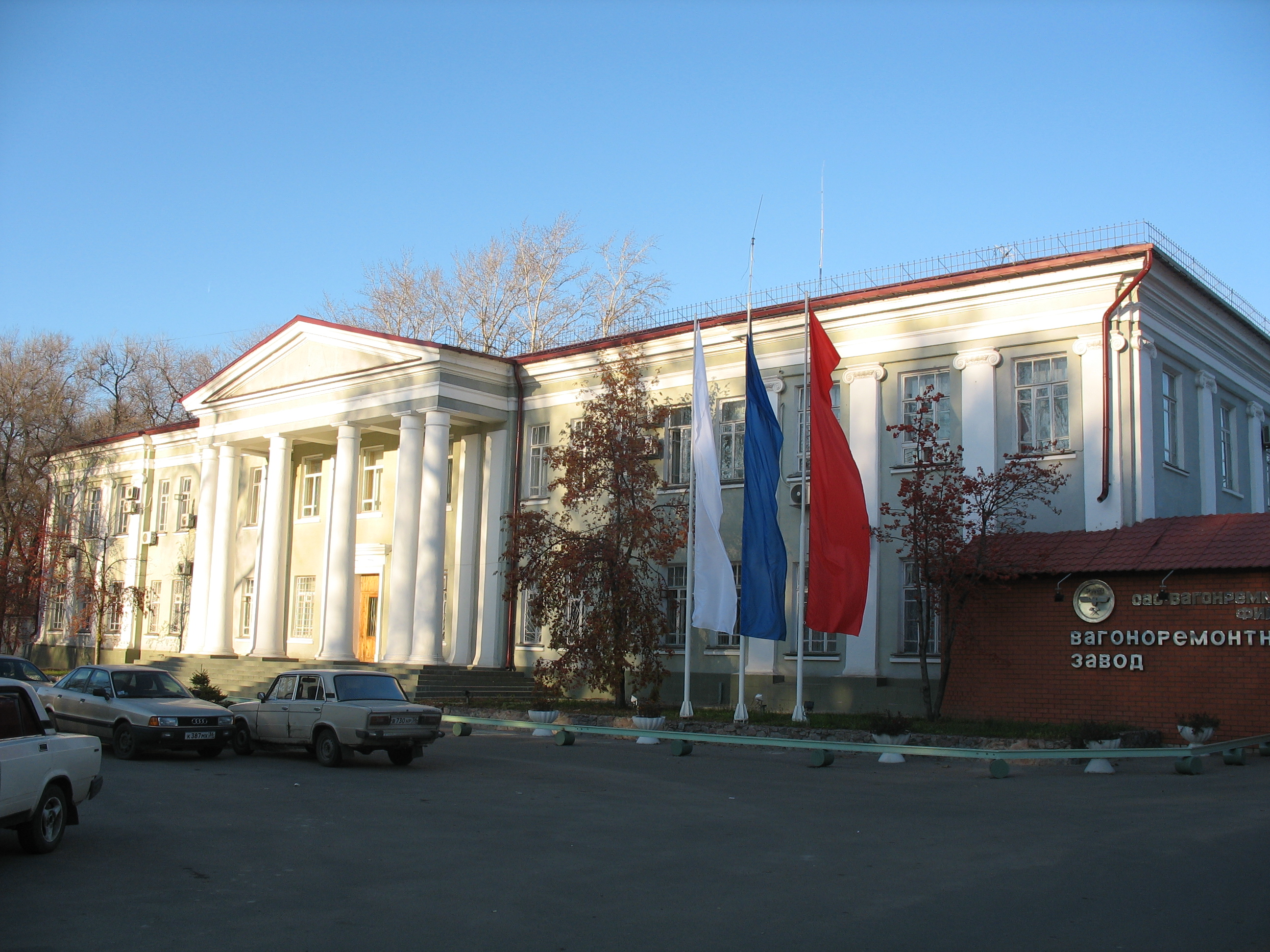
Воронежский вагоноремонтный завод

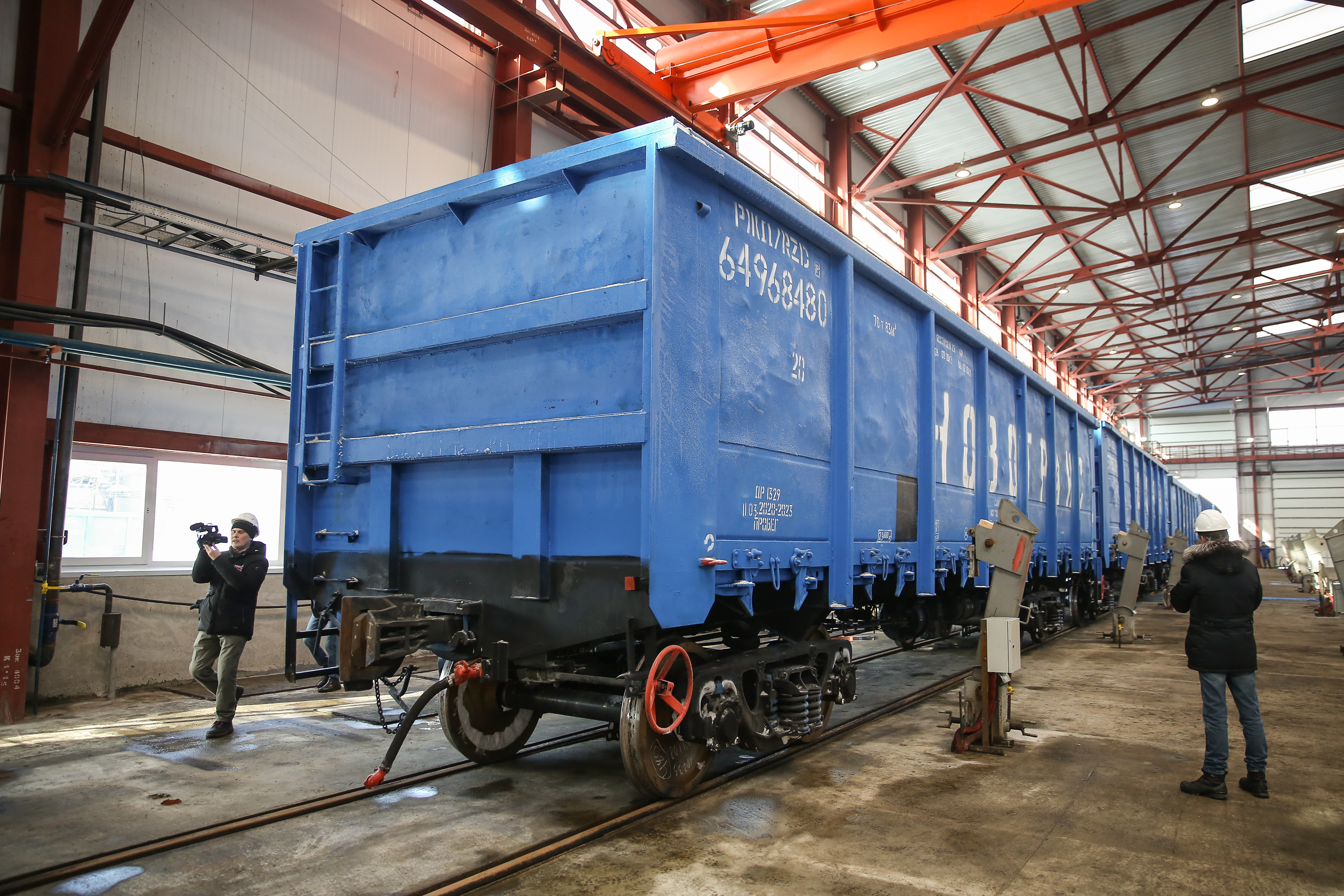
Кузбасское вагоноремонтное предприятие

Вагоноремонтный завод (ВРЗ) — предприятие по ремонту железнодорожных вагонов (железнодорожного подвижного состава).
Может заниматься обслуживанием только вагонов, может также совмещать эту деятельность с ремонтом локомотивов, пример — Великолукский локомотивовагоноремонтный завод, Улан-Удэнский локомотивовагоноремонтный завод. Может также иметь и производственные мощности, как Сокольнический вагоноремонтно-строительный завод, то есть находиться в составе вагоностроительного завода.
В России насчитывается около 20 ВРЗ. Список отдельных статей о вагоноремонтных заводах см. в категории «Вагоноремонтные предприятия».